# 翁晏
翁晏（1430年—？），字宗海，福建福州府侯官县人，民籍，明朝政治人物。

## 生平
成化元年（1465年），乙酉科福建乡试第三十七名舉人。成化二年（1466年）聯捷丙戌科進士。成化二十三年（1487年），由廣東按察司僉事升任广东副使。

## 家族
曾祖翁仲德。祖父翁彦仁。父翁孟昇。前母林氏，母鄭氏。慈侍下。兄鼎、景。娶朱氏。